# Philippe Morenvillier
Philippe Morenvillier (Nancy, 6 dicembre 1965) è un politico francese.

## Biografia
Direttore d'azienda nel settore dell'informatica e delle telecomunicazioni, colonnello della riserva cittadina dell'aviazione militare, è titolare della medaglia di bronzo della Difesa Nazionale.
Nel 2004 è nominato consigliere nazionale dell'Unione per un Movimento Popolare (UMP). Nel 2008 è eletto sindaco di Velaine-en-Haye e poi deputato del 5º distretto della Meurthe-et-Moselle dopo la nomina di Nadine Morano al governo Fillon II. È rieletto sindaco di Velaine-en-Haye, al primo turno nel 2014. Diventa sindaco onorario di Velaine-en-Haye il 14 dicembre 2016.
Durante il suo mandato parlamentare, è membro della commissione per gli affari sociali dell'Assemblea nazionale, vicepresidente del gruppo di studi idroviari e trasporti multimodali dell'Assemblea nazionale, membro della commissione speciale per la riforma dell'audiovisivo, membro del gruppo di studio internet, audiovisivo e società dell'informazione, membro dei gruppi di amicizia Germania, Brasile, Giappone, Taiwan.
Specializzato nelle questioni digitali al parlamento, è incaricato di missione da Jean-François Copé, Presidente del gruppo UMP nel giugno 2009 sulla «missione nuove tecnologie, salute e ambiente». Nel 2015 allo scioglimento dell'UMP confluisce ne I Repubblicani (LR).
È candidato per la quinta circoscrizione di Meurthe-et-Moselle alle elezioni legislative del 2017.
Aderisce al partito Debout la France nell'aprile 2019, spiegando la sua partenza da LR con il rifiuto di Nadine Morano di sostenerlo nelle elezioni legislative e ritenendo che il partito fosse diventato «una nave ubriaca, lasciata dalle figure di prua». Svolge le funzioni di delegato nazionale alle piccole e medie imprese fino al 19 dicembre 2020, quando dà le dimissioni e decide di sostenere la campagna presidenziale di Marine Le Pen, entrando nel circolo del Rassemblement National.

## Dettagli delle funzioni e dei mandati

### Mandati locali
- 19 giugno 1995 - 18 marzo 2001: consigliere comunale di Velaine-en-Haye
- 19 marzo 2001 - 16 marzo 2008: consigliere comunale di Velaine-en-Haye
- 1º gennaio 2003 - 16 marzo 2008: vicepresidente della Comunità di comuni del Massiccio di Haye
- 15 marzo 2008 - 29 marzo 2014: sindaco di Velaine-en-Haye
- 29 marzo 2014 - 25 settembre 2016: sindaco di Velaine-en-Haye
- 10 aprile 2014 - 25 settembre 2016: vicepresidente della Comunità di comuni di Hazelle-en-Haye
- 14 dicembre 2016: sindaco onorario di Velaine-en-Haye

### Mandato parlamentare
- 19 aprile 2008 - 16 giugno 2012: deputato del 5º distretto della Meurthe-et-Moselle